# Rückkehr der Thundermans
Rückkehr der Thundermans ist ein US-amerikanischer Superhelden-Komödien-Film, der eine Fortsetzung der Serie Die Thundermans (2013–2018) darstellt. Der Film erschien im März 2024. 

## Handlung
Nachdem die Thundermans als Helden auf einer Mission versagen, wird sie als T-Force gefeuert, wofür das V-Team übernimmt. Diese entpuppen sich jedoch als die Kinder von Dark Mayhem, King Crab und Strongdor.

## Besetzung
Die deutschsprachige Synchronfassung erschien unter der Dialogregie von Andi Krösing, der diese bereits für die Serie übernahm. Der Großteil des Casts der Serie kam zurück. In der deutschsprachigen Synchronisation wurden jedoch einige Sprecher ersetzt.
| Rolle                    | Originalschauspieler | Deutscher Sprecher  |
| ------------------------ | -------------------- | ------------------- |
| Phoebe Thunderman        | Kira Kosarin         | Victoria Frenz      |
| Max Thunderman           | Jack Griffo          | Patrick Baehr       |
| Nora Thunderman          | Addison Riecke       | Clara Drews         |
| Billy Thunderman         | Diego Velazquez      | Tom Ferenc          |
| Chloe Thunderman         | Maya Le Clark        | Stella Blankenburg  |
| Hank Thunderman          | Chris Tallman        | Michael Iwannek     |
| Barb Thunderman          | Rosa Blasi           | Andrea Aust         |
| Blobbin                  | Harvey Guillén       | Tim Sander          |
| Dr. Colosso              | Dana Snyder (Stimme) | Andi Krösing        |
| Mrs. Wong                | Helen Hong           | Tanja Schmitz       |
| Oyster                   | Tanner Stine         | Ricardo Richter     |
| Gideon                   | Kenny Ridwan         | Marcel Mann         |
| Cherry                   | Audrey Whitby        | Jodie Blank         |
| Wolfgang                 | Jake Borelli         | Tobias J. Becker    |
| Zoe                      | Laura Louise         | Katharina Bradtberg |
| Superpräsidentin Trittzu | Daniele Gaither      | Iris Artajo         |
| Direktor Bradford        | Jeff Meacham         | Peter Flechtner     |
| Dark Mayhem              | Jamieson Price       | Lutz Schnell        |
| King Crab                | Paul F. Tompkins     | Stefan Gossler      |
| Strongdor                | Michael Foster       | Sven Brieger        |
| Dark Mayhem Jr.          | Brandon Papo         | Tobias Diakow       |
| She-Crab                 | Brittany Bardwell    | Jenny Maria Meyer   |
| Krondor                  | Gregory Rogstad      | Dirk Petrick        |
| Metroburg-Polizist       | Jason Nash           | Peter Flechtner     |

## Produktion
Im März 2023 wurde angekündigt, dass ein Fortsetzungs-Film zu Die Thundermans erscheinen soll, woraufhin einen Monat später die Dreharbeiten begannen. Dabei wurde eine Rückkehr des vollständigen Hauptcasts angekündigt.

## Spin-Off
Aufgrund des Erfolgs des Films wurde am 16. Mai 2024 eine Spin-Off-Serie zu Die Thundermans bekanntgegeben. Diese soll am 22. Januar 2025 unter dem Titel The Thundermans: Undercover erscheinen.

## Erscheinung
Am 2. Dezember 2023 wurde der 7. März 2024 als Erstausstrahlungstermin und als Veröffentlichungstermin für Paramount+ in den USA festgelegt. Der Film erschien in Deutschland am 31. März 2024 ebenfalls auf Paramount+ und auf Nickelodeon.